# Максім Лаун
Максім Лаун (12 серпня 1996 , Монреаль, Квебек ) — канадський шорт-трековик, спеціаліст з бігу на короткій доріжці, олімпійський чемпіон. 

## Олімпійські ігри
| Рік  | Місто        | 500 метрів | 1000 метрів | 1500 метрів | Е | ЗЕ |
| ---- | ------------ | ---------- | ----------- | ----------- | - | -- |
| 2022 | Пекін, Китай | 28         | —           | —           | 1 | —  |

## Зовнішні посилання
- Досьє на сайті Міжнародного союзу ковзанярів [Архівовано 17 лютого 2022 у Wayback Machine.]

## Виноски
1. 1 2 3  https://www.shorttrack.swisstiming.com/Entries.aspx?evt=11213100000124
2. ↑  https://isu.org/docman-documents-links/isu-files/event-documents/short-track-2/2023-24-4/world-cups-26/announcements-156/32192-isu-world-cup-short-track-speed-skating-montreal-18-10-2023-entries/file
3. ↑  https://shorttrackonline.info/athletes.php?country=FRA